# Thoroddur Bjarnason
Pour les articles homonymes, voir Bjarnason.
Thoroddur Bjarnason (en islandais : Þóroddur Bjarnason), né le 8 novembre 1965, est un sociologue islandais et professeur à l'université d'Akureyri.

## Biographie
Thorodd Bjarnason a obtenu un Bachelor en sociologie de l'université d'Islande en 1991, une maîtrise en analyse statistique de l'université de l'Essex en Angleterre en 1995 et un doctorat de l'université Notre-Dame-du-Lac dans l'Indiana, aux États-Unis en 2000.
Il a été chargé de cours à l'université d'Albany, SUNY, de 2000 à 2004 et est professeur à l'université d'Akureyri depuis 2004. Il a été président du conseil d'administration de l'Institut régional de 2011 à 2015.

## Domaine de recherche
Il est surtout connu pour ses enquêtes comparatives internationales sur les adolescents et leurs conditions de vie et de garde, leur consommation d'alcool et leur toxicomanie.

## Publications sélectionnées
- Bjarnason T, Andersson B, Choquet M, Elekes Z, Morgan M, Rapinett G., Alcohol culture, family structure and adolescent alcohol use: multilevel modeling of frequency of heavy drinking among 15-16 year old students in 11 European countries, Journal of studies on alcohol. 2003 Mar;64(2):200-8.
- Hibell B, Guttormsson U, Ahlström S, Balakireva O, Bjarnason T, Kokkevi A, Kraus L. The 2007 ESPAD report. Substance Use Among Students in 35 European Countries. 2009;35:1-408.
- Bjarnason T, Arnarsson AA. Joint Physical Custody and Communication with Parents: A Cross-National Study of Children in 36 Western Countries, Journal of Comparative Family Studies, 2011, 42:871-890.
- Bjarnason T, Bendtsen P, Arnarsson AM, Borup I, Iannotti RJ, Löfstedt P, Haapasalo I, Niclasen B. Life satisfaction among children in different family structures: a comparative study of 36 western societies. Children & Society. 2012 Jan;26(1):51-62.
- Arnarsson A, Kristofersson GK, Bjarnason T. Adolescent alcohol and cannabis use in Iceland 1995–2015. Drug and alcohol review. 2018 Apr;37:S49-57.